# Brachymyrmex patagonicus
Brachymyrmex patagonicus är en myrart som beskrevs av Mayr 1868. Brachymyrmex patagonicus ingår i släktet Brachymyrmex och familjen myror.

## Underarter
Arten delas in i följande underarter:
- B. p. atratulus
- B. p. patagonicus

## Bildgalleri

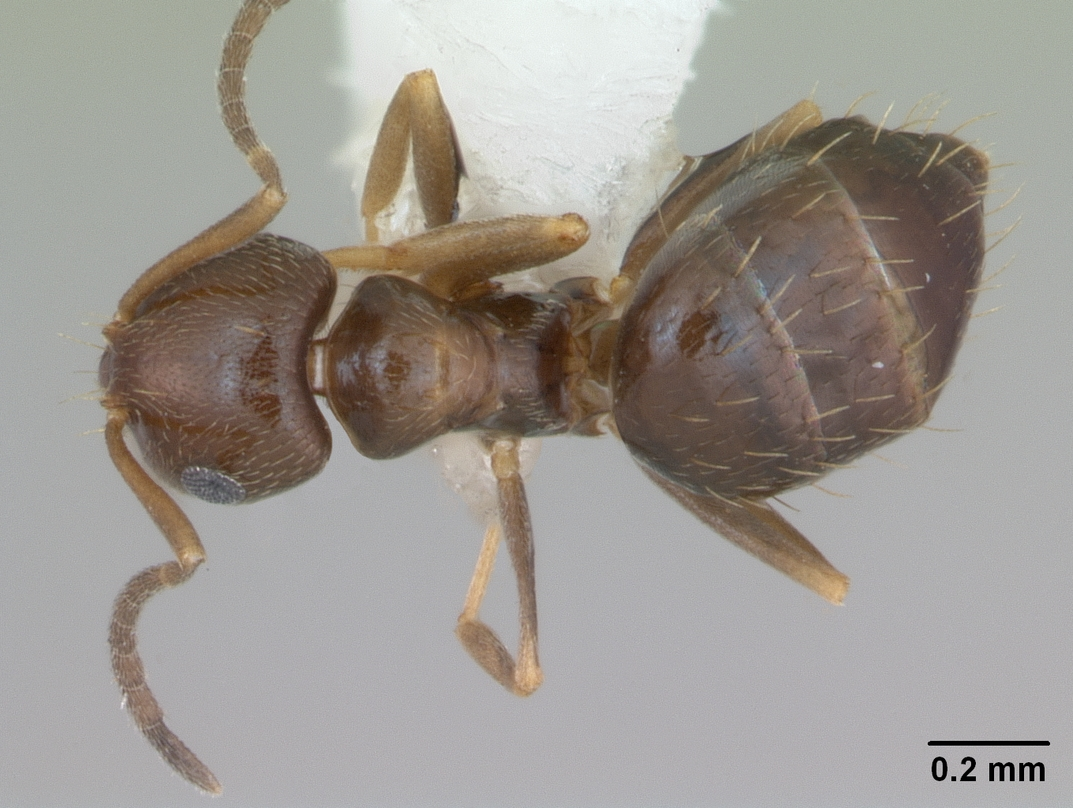
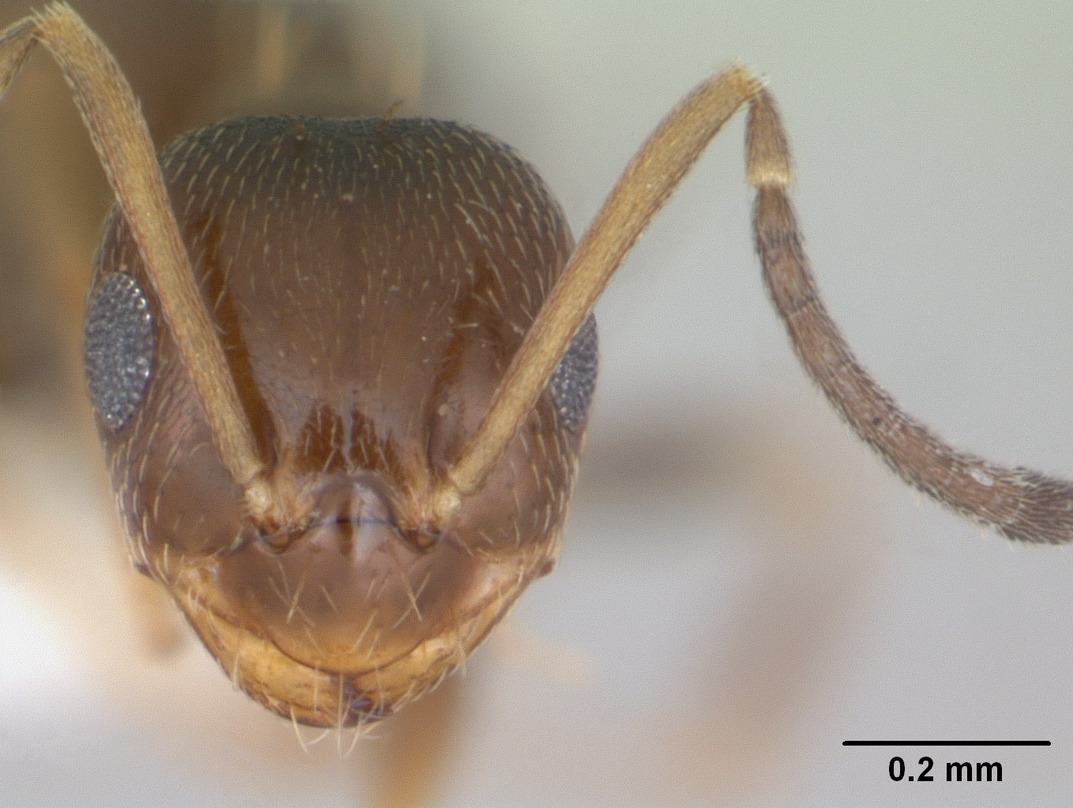
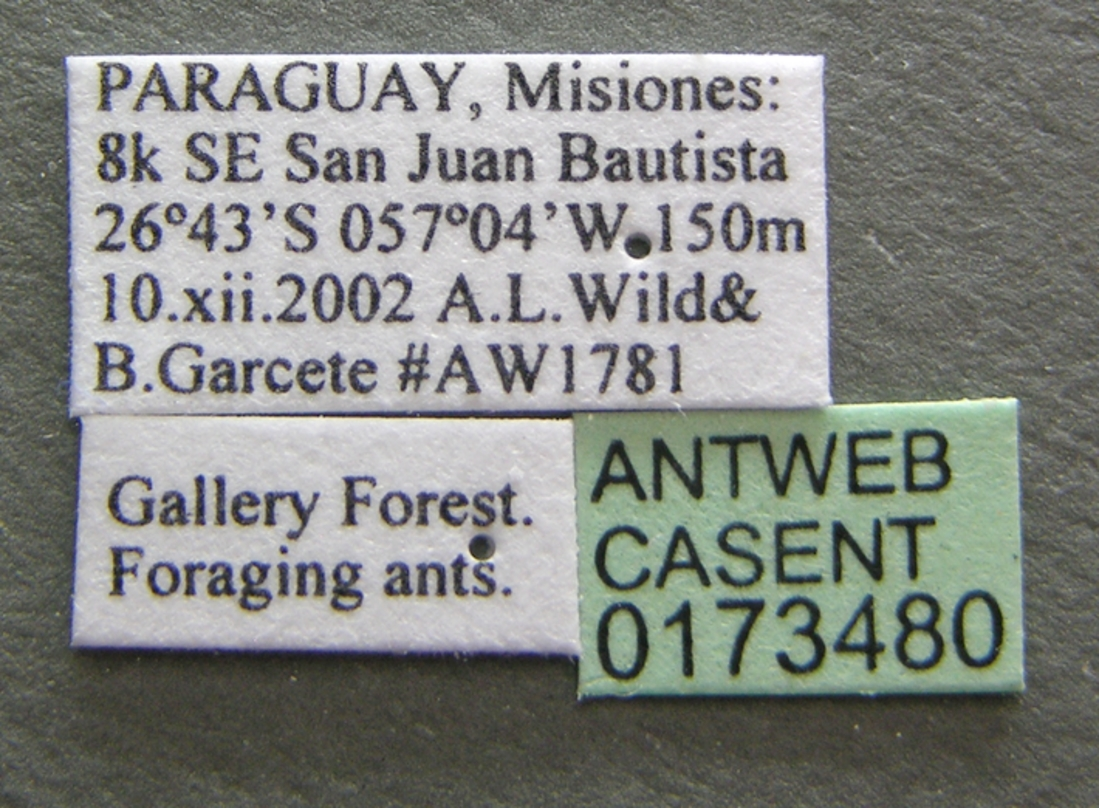
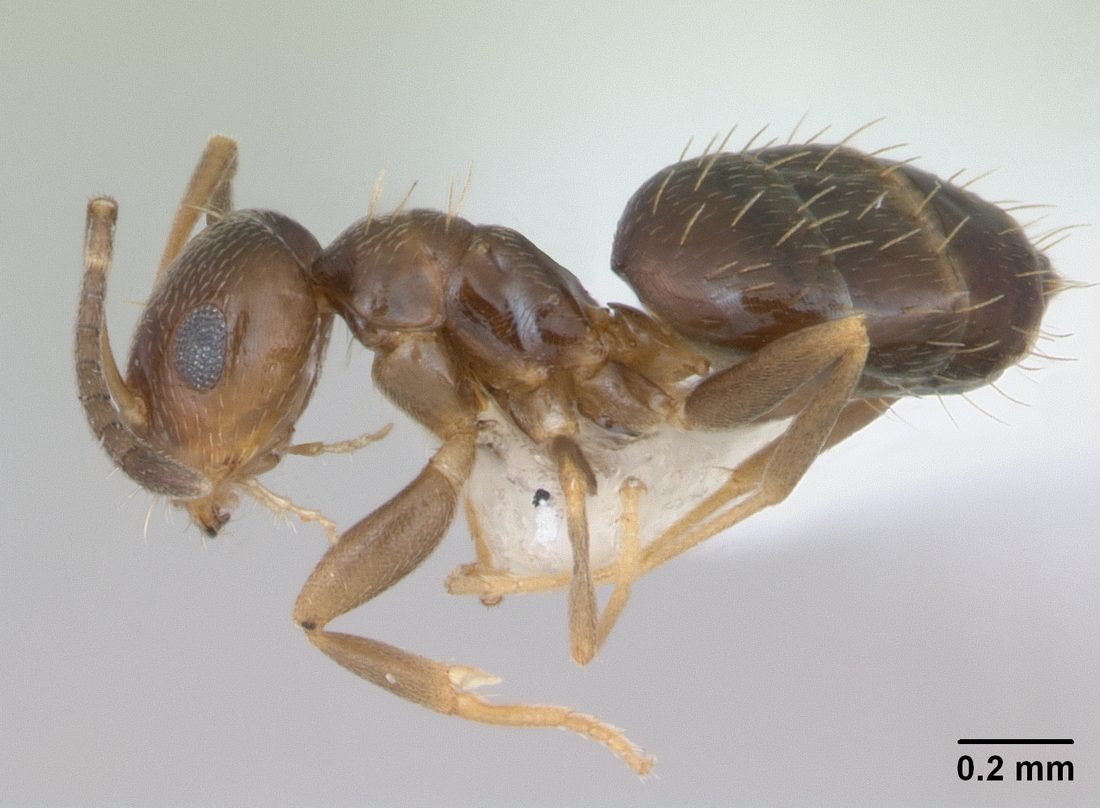